# Río Campo
Río Campo è una città della Guinea Equatoriale affacciata sul golfo di Guinea, e quindi sull'Oceano Atlantico. Si trova nella Provincia Litorale, nella parte nord-occidentale del Paese, e ha 1.105 abitanti (2005), con un incremento rispetto ai 931 del 2001. La città si trova all'interno della Riserva Naturale di Rio Campo (creata nel 2000, con una superficie di 335 km²), in una foresta pluviale ed è a 190 km a sud-est della capitale Malabo. È al confine col Camerun, da cui è separato dal fiume Ntem.  

## Natura
Il motivo principale per visitare questa regione è quello di godersi la Riserva Naturale di Rio Campo con le sue tartarughe nidificanti e le belle spiagge deserte. 

## Religione
Gli abitanti di Rio Campo sono prevalentemente cattolici (87%), mentre una minoranza è protestante (5%), un 5% della popolazione segue le credenze indigene e per il 2% è di fede musulmana e bahai. 

## Temperature e precipitazioni
La temperatura media annuale nell'area è di 21 gradi centigradi. Il mese più caldo è gennaio, quando la temperatura media è di 22 gradi centigradi, e la più fredda è agosto, con 19 gradi centigradi. Le precipitazioni medie annue sono di 2469 mm. Il mese più piovoso è novembre, con una media di 438 mm, e il più secco è luglio, con 7 mm.